# 크리스 볼첸홈
크리스토퍼 토니 볼첸홈(Christopher Tony Wolstenholme, 1978년 12월 2일 ~ )은 영국의 음악가로, 록 밴드 뮤즈의 베이시스트, 백 보컬이다.